# Državno prvenstvo Slovenije v cestni dirki
Državno prvenstvo Slovenije v cestni kolesarski dirki poteka od leta 1991 naprej. 
Med leti 1919 in 1990 so najboljši slovenski kolesarji tekmovali v okviru državnega prvenstva Jugoslavije (oz. Kraljevine Jugoslavije do 2 svetovne vojne). Organizacijo vsako leto na drugačni krožni trasi pripravi drug klub. Kolesarji in kolesarke se v več kategorijah potegujejo za naslov državnega prvaka.
Leta 2009 je Blaž Jarc postal državni prvak med mlajšimi člani (U23) in ne med člani (Elite), kot pogosto napačno navajajo mediji, zato ker je postavil absolutno najboljši čas in povzročil zmedo. Državni prvak med člani pa je uradno postal Mitja Mahorič, čeprav je imel absolutno drugi čas. Isto se je zgodilo že v letih 2006 in 2007 na kronometru, zato se je Kolesarska zveza Slovenije (KZS) odločila za spremembo pravil in jih naredila bolj razumljiva. Tako od leta 2010 dalje za razliko od prej, potencialni zmagovalec U23 po času, postane članski državni prvak (ne le v svoji kategoriji), isto velja za drugo, tretje mesto...itd.
Moški tekmujejo v štirih kategorijah; člani (Elite), mlajši člani (U23), starejši mladinci, mlajši mladinci. 
Ženske tekmujejo v treh kategorijah; članice (Elite), mlajše članice (U23) in starejše mladinke.  
DP v cestni dirki velja za najprestižnejšo enodnevno kolesarsko dirko v Sloveniji.

## Statistika

### Večkratni članski državni prvaki
Vsi državni prvaki z več kot eno zmago v članski konkurenci (Elite).
| Naslovi | Moški           | Leto                                                 |
| ------- | --------------- | ---------------------------------------------------- |
| 2       | Gorazd Štangelj | 1995, 2010                                           |
| 2       | Tadej Valjavec  | 2003, 2007                                           |
| 2       | Mitja Mahorič   | 2005, 2009                                           |
| 2       | Borut Božič     | 2008, 2012                                           |
| 2       | Luka Pibernik   | 2013, 2015                                           |
| 2       | Matej Mohorič   | 2018, 2021                                           |
| 2       | Domen Novak     | 2019, 2024                                           |
| Naslovi | Ženske          | Leto                                                 |
| 9       | Polona Batagelj | 2010, 2011, 2012, 2013, 2014, 2015, 2016, 2017, 2018 |
| 4       | Eugenia Bujak   | 2019, 2021, 2022, 2025                               |
| 3       | Minka Logonder  | 1992, 1993, 1995                                     |
| 2       | Vida Uršič      | 1994, 1996                                           |
| 2       | Urša Pintar     | 2020, 2023                                           |

### Prireditelji
| Krat | Moški              |
| ---- | ------------------ |
| 7    | Gabrje             |
| 6    | Ptuj               |
| 4    | Mirna Peč          |
| 2    | Tržič              |
| 2    | Radovljica         |
| 1    | Slovenske Konjice  |
| 1    | Lenart             |
| 1    | Nova Gorica        |
| 1    | Stari trg ob Kolpi |
| 1    | Cerkvenjak         |
| 1    | Polhov Gradec      |
| 1    | Kromberk           |
| 1    | Ihan               |
| 1    | Kranj              |
| 1    | Cerklje – Ambrož   |
| 1    | Koper              |
| 1    | Maribor            |
| 1    | Trebnje            |
| 1    | Celje              |

| Krat | Ženske            |
| ---- | ----------------- |
| 4    | Mirna Peč         |
| 3    | Ptuj              |
| 2    | Gabrje            |
| 2    | Tržič             |
| 1    | Radovljica        |
| 1    | Slovenske Konjice |
| 1    | Lenart            |
| 1    | Kromberk          |
| 1    | Ihan              |
| 1    | Kranj             |
| 1    | Cerklje – Ambrož  |
| 1    | Koper             |
| 1    | Maribor           |
| 1    | Trebnje           |
| 1    | Celje             |

## Elite
Na 1. državnem prvenstvu v samostojni državi v Sl. Konjicah (1991) je bila Slovenija samostojna že več kot en mesec, kolesarji pa so še vedno bili pod jugoslovansko kolesarsko zvezo (BSJ). Predsednik zveze BSJ je Sloveniji prepovedal organizacijo prvenstva, a so ga vseeno izvedli. Naslednjega dne so rezultate tekmovanja zaradi njegove nelegitimnosti razveljavili. KZS tekmovanje kjub temu priznava kot 1. uradno v samostojni državi.

### Moški
| Matej Mohorič | Primož Roglič |
| ------------- | ------------- |
| 100x          | 100x          |
| 2 naslova     | 1 naslov      |

| Datum           | Kraj               | Dolžina  | Prvak                                        | 2. mesto                                   | 3. mesto                                 |               |
| 2. avgust 1991  | Sl. Konjice        | 170,8 km | Sandi Šmerc (KK Merx Celje)                  | Aleš Pagon (Sava Kranj)                    | Marko Polanc (Sava Kranj)                | [ 6 ] [ 5 ]   |
| 13. junij 1992  | Ptuj               | 190 km   | Valter Bonča (KK Astra Veletrgovina)         | Brane Ugrenovič (KK Celje)                 | Sandi Papež (KD Krka)                    | [ 7 ] [ 8 ]   |
| 8. avgust 1993  | Tržič              | 150 km   | Marko Velkavrh (Rog Ljubljana)               | Bogdan Fink (KD Krka)                      | Jure Robič (Sava Kranj)                  | [ 9 ] [ 10 ]  |
| 14. avgust 1994 | Tržič              | 154 km   | Martin Hvastija (Rog Ljubljana)              | Brane Ugrenovič (KD Krka)                  | Sandi Papež (KD Krka)                    | [ 11 ] [ 12 ] |
| 20. avgust 1995 | Ptuj               | 164 km   | Gorazd Štangelj (KD Krka)                    | Robert Pintarič (Rog Ljubljana)            | Borut Rovšček (Sava Kranj)               | [ 13 ] [ 14 ] |
| 23. junij 1996  | Lenart             | 152 km   | Bogdan Ravbar (KD Krka)                      | Sandi Papež (KD Krka)                      | Boštjan Mervar (KD Krka)                 | [ 15 ] [ 16 ] |
| 29. junij 1997  | Nova Gorica        | 163,6 km | Sašo Sviben (Rog Ljubljana)                  | Sandi Šmerc (Sava Kranj)                   | Gorazd Štangelj (Krka-Telekom)           | [ 17 ] [ 18 ] |
| 5. julij 1998   | Gabrje             | 162 km   | Igor Kranjec (Perutnina Ptuj Radenska Rog)   | Gorazd Štangelj (Krka-Telekom)             | Sandi Šmerc (Sava Kranj)                 | [ 19 ] [ 20 ] |
| 27. junij 1999  | Ptuj               | 157,3 km | Tadej Križnar (Sava Kranj)                   | Igor Kranjec (Perutnina Ptuj Radenska Rog) | Branko Filip (Gerolsteiner)              | [ 21 ]        |
| 25. junij 2000  | Gabrje             | 162 km   | Andrej Hauptman (Vini Caldirola–Sidermec)    | Valter Bonča (Bosch Hausgeräte)            | Uroš Murn (Mobilvetta Design–Rossin)     | [ 22 ]        |
| 1. julij 2001   | Stari trg ob Kolpi | 146 km   | Martin Derganc (KRKA-Telekom Slovenije)      | Boštjan Mervar (KRKA-Telekom Slovenije)    | Branko Filip (KRKA-Telekom Slovenije)    | [ 23 ]        |
| 30. junij 2002  | Ptuj               | 180 km   | Boris Premužič (Perutnina Ptuj–KRKA–Telekom) | Sašo Sviben (Team Nürnberger)              | Gregor Zajc (BK Kamen)                   | [ 24 ]        |
| 29. junij 2003  | Gabrje             | 143 km   | Tadej Valjavec (Fassa Bortolo)               | Valter Bonča (Perutnina Ptuj)              | Boštjan Mervar (Perutnina Ptuj)          | [ 25 ]        |
| 27. junij 2004  | Cerkvenjak         | 140 km   | Uroš Murn (Phonak)                           | Boris Premužič (Sava Kranj)                | Andrej Hauptman (Lampre)                 | [ 26 ]        |
| 26. junij 2005  | Ptuj               | 180 km   | Mitja Mahorič (Perutnina Ptuj)               | Gregor Gazvoda (Perutnina Ptuj)            | Boštjan Rezman (Sava)                    | [ 27 ]        |
| 25. junij 2006  | Gabrje             | 141 km   | Jure Golčer (Perutnina Ptuj)                 | Tomaž Nose (Adria Mobil)                   | Uroš Silar (Swiag Pro Cycling Team)      | [ 28 ]        |
| 1. julij 2007   | Polhov Gradec      | 127,4 km | Tadej Valjavec (Lampre-Fondital)             | Tomaž Nose (Adria Mobil)                   | Matej Gnezda (Radenska–PowerBar)         | [ 29 ]        |
| 29. junij 2008  | Gabrje             | 173 km   | Borut Božič (Cycle Collstrop)                | Matej Stare (Perutnina Ptuj)               | Gregor Gazvoda (Perutnina Ptuj)          | [ 30 ]        |
| 28. junij 2009  | Mirna Peč          | 178 km   | Mitja Mahorič (Radenska–KD Financial Point)  | Jure Kocjan (Carmiooro A Style)            | Janez Brajkovič (Astana)                 | [ 31 ] [ 32 ] |
| 27. junij 2010  | Ptuj               | 177 km   | Gorazd Štangelj (Astana)                     | Matej Gnezda (Adria Mobil)                 | Blaž Furdi (Sava)                        | [ 33 ]        |
| 25. junij 2011  | Kromberk           | 160 km   | Grega Bole (Lampre-ISD)                      | Blaž Furdi (Adria Mobil)                   | Gregor Gazvoda (Perutnina Ptuj)          | [ 34 ]        |
| 24. junij 2012  | Mirna Peč          | 166 km   | Borut Božič (Astana)                         | Marko Kump (Adria Mobil)                   | Luka Pibernik (Radenska)                 | [ 35 ]        |
| 23. junij 2013  | Gabrje             | 143 km   | Luka Pibernik (Radenska)                     | Matej Mugerli (Adria Mobil)                | Jure Golčer (Tirol Cycling Team)         | [ 36 ]        |
| 29. junij 2014  | Gabrje             | 165 km   | Matej Mugerli (Adria Mobil)                  | Luka Mezgec (Giant-Shimano)                | Kristjan Fajt (Adria Mobil)              | [ 37 ]        |
| 28. junij 2015  | Mirna Peč          | 178,3 km | Luka Pibernik (Lampre–Merida)                | Kristjan Fajt (Adria Mobil)                | Borut Božič (Astana)                     | [ 38 ]        |
| 26. junij 2016  | Ihan               | 168 km   | Jan Tratnik (Amplatz–BMC)                    | Luka Mezgec (Orica–GreenEDGE)              | David Per (Adria Mobil)                  | [ 39 ]        |
| 25. junij 2017  | Kranj              | 145,5 km | Luka Mezgec (Orica–Scott)                    | Grega Bole (Bahrain–Merida)                | Matej Mohorič (UAE Team Emirates)        | [ 40 ] [ 41 ] |
| 24. junij 2018  | Mirna Peč          | 178,5 km | Matej Mohorič (Bahrain–Merida)               | Domen Novak (Bahrain–Merida)               | Luka Pibernik (Bahrain–Merida)           | [ 42 ]        |
| 30. junij 2019  | Radovljica         | 149,8 km | Domen Novak (Bahrain–Merida)                 | Gašper Katrašnik (Adria Mobil)             | Marko Kump (Adria Mobil)                 | [ 43 ]        |
| 21. junij 2020  | Cerklje–Ambrož     | 146 km   | Primož Roglič (Team Jumbo–Visma)             | Tadej Pogačar (UAE Team Emirates)          | Matej Mohorič (Bahrain–McLaren)          | [ 44 ]        |
| 20. junij 2021  | Koper              | 172 km   | Matej Mohorič (Team Bahrain Victorious)      | Jan Polanc (UAE Team Emirates)             | Luka Mezgec (Team BikeExchange)          | [ 45 ]        |
| 26. junij 2022  | Maribor            | 167 km   | Kristijan Koren (Adria Mobil)                | Matevž Govekar (Team Bahrain Victorious)   | Luka Mezgec (Team BikeExchange–Jayco)    | [ 46 ]        |
| 25. junij 2023  | Radovljica         | 156 km   | Tadej Pogačar (UAE Team Emirates)            | Luka Mezgec (Team Jayco–AlUla)             | Matej Mohorič (Team Bahrain Victorious)  | [ 47 ]        |
| 23. junij 2024  | Trebnje            | 150,5 km | Domen Novak (UAE Team Emirates)              | Gal Glivar (UAE Team Emirates Gen Z)       | Matej Mohorič (Team Bahrain Victorious)  | [ 48 ] [ 49 ] |
| 29. junij 2025  | Celje              | 180,8 km | Jakob Omrzel (Team Bahrain Victorious)       | Jaka Marolt (Factor Racing)                | Matevž Govekar (Team Bahrain Victorious) | [ 50 ]        |

1. ↑  Leta 1991 v (Sl. Konjicah), je bila predvidena trasa dolga 183 km, a zaradi teme skrajšana za 1. krog (12.2 km)
2. ↑  V Gabrjah (2000), je bil zmagovalec Štangelj kasneje diskvalificiran zaradi dopinga, novi pa je postal Hauptman
3. ↑  Leta 2009 je bil absolutni zmagovalec po času Blaž Jarc (U23), Mitja Mahorič pa je zmagal v kategoriji Elite.

### Ženske
| Polona Batagelj | Eugenia Bujak |
| --------------- | ------------- |
| 100x            | 100x          |
| 9 naslovov      | 3 naslovi     |

| Datum           | Kraj                                             | Dolžina                                          | Prvakinja                                        | 2. mesto                                         | 3. mesto                                         |                                                  |
| 2. avgust 1991  | Sl. Konjice                                      | 61 km                                            | Marija Trobec (KK Soča)                          | Melita Podgornik (KK Soča)                       | Branka Debeljak (KK Soča)                        | [ 6 ] [ 3 ]                                      |
| 13. junij 1992  | Ptuj                                             | 76 km                                            | Minka Logonder (KK Janez Peternel)               | Vida Uršič (KK Janez Peternel)                   | Marija Trobec (KK Soča)                          | [ 8 ]                                            |
| 8. avgust 1993  | Tržič                                            | 37,5 km                                          | Minka Logonder (Proloco Scott)                   | Vida Uršič (Proloco Scott)                       | Marjeta Sajevec (KD Krka)                        | [ 9 ]                                            |
| 14. avgust 1994 | Tržič                                            | 30,8 km                                          | Vida Uršič (Proloco Scott)                       | Minka Logonder (Proloco Scott)                   | Marjeta Sajevec (KD Krka)                        | [ 12 ]                                           |
| 20. avgust 1995 | Ptuj                                             | 70,5 km                                          | Minka Logonder (Proloco Scott)                   | Marjeta Sajevec (KD Krka)                        | Brank (Astra)                                    | [ 13 ] [ 51 ]                                    |
| 23. junij 1996  | Lenart                                           | 57 km                                            | Vida Uršič (Stop Team Jezersko)                  | Marija Trobec (Stop Team Jezersko)               | Minka Logonder (Stop Team Jezersko)              | [ 52 ] [ 15 ]                                    |
| 1997 – 2008     | DP za ženske v cestni dirki ni bilo organizirano | DP za ženske v cestni dirki ni bilo organizirano | DP za ženske v cestni dirki ni bilo organizirano | DP za ženske v cestni dirki ni bilo organizirano | DP za ženske v cestni dirki ni bilo organizirano | DP za ženske v cestni dirki ni bilo organizirano |
| 28. junij 2009  | Mirna Peč                                        | 71,4 km                                          | Sigrid Corneo (Menikini – Selle Italia)          | Blaža Klemenčič (Felt International MTB Team)    | Polona Batagelj (Pedale Castellano)              | [ 31 ] [ 53 ]                                    |
| 25. junij 2010  | Ptuj                                             | 60 km                                            | Polona Batagelj (Klub Polet Garmin)              | Sigrid Corneo (Top Girls Fassa Bortolo)          | Ajda Opeka (Klub Polet Garmin)                   | [ 33 ] [ 54 ]                                    |
| 25. junij 2011  | Kromberk                                         | 64 km                                            | Polona Batagelj (Klub Polet Garmin)              | Urša Pintar (Klub Polet Garmin)                  | Živa Verbič (Klub Polet Garmin)                  | [ 34 ] [ 55 ]                                    |
| 24. junij 2012  | Mirna Peč                                        | 71,4 km                                          | Polona Batagelj (Klub Polet Garmin)              | Petra Zrimšek (BePink)                           | Urša Pintar (Klub Polet Garmin)                  | [ 35 ] [ 56 ]                                    |
| 23. junij 2013  | Gabrje                                           | 66 km                                            | Polona Batagelj (E.Leclerc - Klub Polet)         | Špela Kern (E.Leclerc - Klub Polet)              | Urša Pintar (E.Leclerc - Klub Polet)             | [ 57 ] [ 58 ]                                    |
| 29. junij 2014  | Gabrje                                           | 66 km                                            | Polona Batagelj (BTC City Ljubljana)             | Urša Pintar (BTC City Ljubljana)                 | Špela Kern (BTC City Ljubljana)                  | [ 59 ] [ 60 ]                                    |
| 28. junij 2015  | Mirna Peč                                        | 71,4 km                                          | Polona Batagelj (BTC City Ljubljana)             | Urša Pintar (BTC City Ljubljana)                 | Špela Kern (BTC City Ljubljana)                  | [ 61 ] [ 62 ]                                    |
| 26. junij 2016  | Ihan                                             | 70 km                                            | Polona Batagelj (BTC City Ljubljana)             | Urša Pintar (BTC City Ljubljana)                 | Špela Kern (BTC City Ljubljana)                  | [ 63 ] [ 64 ]                                    |
| 25. junij 2017  | Kranj                                            | 65,2 km                                          | Polona Batagelj (BTC City Ljubljana)             | Špela Kern (Bizkaia–Durango)                     | Katja Jeretina (Adria Mobil)                     | [ 41 ] [ 65 ]                                    |
| 24. junij 2018  | Mirna Peč                                        | 107,1 km                                         | Polona Batagelj (BTC City Ljubljana)             | Urša Pintar (BTC City Ljubljana)                 | Špela Kern (Health Mate–Cyclelive Team)          | [ 42 ] [ 66 ]                                    |
| 30. junij 2019  | Radovljica                                       | 85,6 km                                          | Eugenia Bujak (BTC City Ljubljana)               | Urša Pintar (BTC City Ljubljana)                 | Urška Žigart (BTC City Ljubljana)                | [ 43 ] [ 67 ]                                    |
| 21. junij 2020  | Cerklje–Ambrož                                   | 68 km                                            | Urša Pintar (Alé BTC Ljubljana)                  | Špela Kern (Lviv Cycling Team]])                 | Urška Žigart (Alé BTC Ljubljana]])               | [ 44 ] [ 68 ]                                    |
| 20. junij 2021  | Koper                                            | 103 km                                           | Eugenia Bujak (Alé BTC Ljubljana)                | Urša Pintar (Alé BTC Ljubljana)                  | Špela Kern (Massi–Tactic)                        | [ 45 ]                                           |
| 26. junij 2022  | Maribor                                          | 100 km                                           | Eugenia Bujak (UAE Team ADQ)                     | Špela Kern (Massi–Tactic)                        | Urša Pintar (UAE Team ADQ)                       | [ 46 ]                                           |
| 25. junij 2023  | Radovljica                                       | 97,5 km                                          | Urša Pintar (BTC City Ljubljana Scott)           | Urška Žigart (Team Jayco–AlUla)                  | Špela Kern (Cofidis)                             | [ 47 ]                                           |
| 23. junij 2024  | Trebnje                                          | 107,5 km                                         | Urška Žigart (Liv AlUla Jayco)                   | Urša Pintar (BTC City Ljubljana Zhiraf Ambedo)   | Špela Kern (Cofidis)                             | [ 48 ] [ 49 ]                                    |
| 29. junij 2025  | Celje                                            | 113 km                                           | Eugenia Bujak (Cofidis)                          | Nika Bobnar (NEXETIS)                            | Špela Kern (Cofidis)                             | [ 50 ]                                           |

1. ↑  Na Ptuju (1995) je Vida Uršič sicer končala kot druga, a so jo diskalicirali. Posledično sta Marjeta Sajevec (3.) in Brank (4.), obe napredovali za eno mesto.

## Poglej tudi
- Državno prvenstvo Slovenije v vožnji na čas